# Остер Григорій Бенціонович
Григо́рій Бенціо́нович О́стер (рос. Григорий Бенционович Остер, псевдонім Остьо́р (рос. Остёр); нар. 27 листопада 1947, Одеса, Українська РСР, СРСР) — радянський і російський єврейський поет, кінодраматург, гуморист.

## Життєпис
Григорій Бенціонович Остер народився 27 листопада 1947 року в місті Одесі (Українська РСР СРСР). Дитячі роки провів у Ялті, що у Криму.
Автор сценаріїв кінокартини «До першої крові» (1989) та мультфільму «Сім мам Семена Синебородька» (1992).
Член Спілки кінематографістів Росії.